# Chororó-didi
Formigueiro-de-willis ou chororó-didi (Cercomacroides laeta) é uma espécie de ave da família Thamnophilidae.
É endémica do Brasil.
Os seus habitats naturais são: florestas subtropicais ou tropicais húmidas de baixa altitude e florestas secundárias altamente degradadas.